# 安泰普圍城戰
安泰普圍城戰發生於1920年4月1日至1921年2月8日，是法土戰爭中的一場圍城戰，法國殖民軍團經過長時間的圍攻後攻下這座城市。